# USS Billfish (SSN-676)
USS Billfish (SSN-676) – amerykański myśliwski okręt podwodny z napędem atomowym typu Sturgeon. Wyposażony był w pociski przeciwokrętowe Harpoon oraz rakietowe pociski przeciwpodwodne SUBROC z głowicą jądrową W55 o mocy 5 kT, a także w 23 torpedy Mk. 48 ADCAP i minotorpedy Mk. 60 Captor. "Billfish" zwodowano 1 maja 1970 roku w stoczni Electric Boat. Okręt został przyjęty do służby operacyjnej w marynarce wojennej Stanów Zjednoczonych 12 marca 1971 roku, którą pełnił do 4 stycznia 1999 roku.